# 燃情岁月
《燃情歲月》（英語：Legends of the Fall，直译《秋日传奇》）是1994年的美國电影，根據1979年出版的Jim Harrison同名小說改編。導演愛德華·茲維克，主演布拉德·皮特、朱莉娅·奥蒙德、安東尼·霍普金斯和艾丹·奎因。該片獲得奧斯卡最佳攝影獎。該片配樂也獲得提名，乐曲作者詹姆斯·霍纳。影片描述的是從一戰之前到1920年代美國禁酒時期，蒙大拿州的拉德洛（Ludlow）一家三兄弟的故事。

## 情節介紹
1900年代初，威廉·拉德洛上校因厌倦美国政府对美洲原住民的背叛，自军队退役後僻處蒙大拿州鄉野，与身為美洲原住民克里族的朋友“一刀”共同闢建牧场，养家活口。跟他们在一起的还有雇工德克尔、德克尔的克里族妻子佩特和女儿小伊莎贝尔，德克尔曾被通缉。
拉德洛上校有三个儿子：阿尔弗雷德，老大，行事谨慎，富责任感； 崔斯汀，野性四溢，深谙美洲印第安人传统； 萨缪尔，老幺，受过教育但却天真，一直受到他的兄长们的照顾。上校的妻子伊莎贝尔不能适应蒙大拿的严冬，离家搬到了东海岸，崔斯汀发誓永远不要提及自己的母亲。
崔斯汀在12岁的时候，碰到一只冬眠的灰熊。遭苏醒後的熊袭繫並抓伤，但還是向熊狠刺了一刀，卸下熊爪。 三个孩子长大以后，在哈佛大学完成学业的萨缪尔带着未婚妻苏珊娜从波士顿返回家里。苏珊娜和伊莎貝爾一樣感受到觉崔斯汀的魅力，但她持續爱著萨缪尔。在他们结婚以前，萨缪尔告诉家人，他要参加加拿大軍團，帮助沒見過的英国人对抗德国人。萨缪尔，还有阿尔弗雷德和崔斯汀三兄弟不顾父亲反对，一起出发去卡尔加里加入远征军，赴第一次世界大战激战正酣的欧洲战场。
三兄弟在加拿大远征军第10营服役。阿尔弗雷德被委任为军官，在率部进占无人区的战斗中伤亡惨重，崔斯汀一直保护着萨缪尔，阿尔弗雷德腿部负伤。崔斯汀在战斗间歇中赴野战医院看望阿尔弗雷德时，從旁人口中获悉萨缪尔正志愿去执行一个危险的侦察任务。他急衝向戰場要保护自家兄弟。但当他赶到萨缪尔身边的时候，萨缪尔已被机枪击中。崔斯汀击毙了德国机枪手，抱着满身弹孔的萨缪尔直到嚥氣。他其後按印第安人的仪式挖出萨缪尔的心脏，准备送回父亲的牧场安葬；再怀着满腔的仇恨，單槍匹馬从背后殺入德军防线，掃平机枪手等一眾德国士兵，并按印第安传统割下眾人头皮挂在自己脖子上；他骑马返回营地，血腥的模样震撼了战友们。从军队退役后，他没有回家。阿尔弗雷德回到蒙大拿州，並向苏珊娜求婚遭拒。
崔斯汀回到家里後，被苏珊娜发现他在塞缪尔墓前哭泣。苏珊娜试图安慰他，共同的情感與壓抑的熱情使他们成为恋人。阿尔弗雷德嫉妒之餘与崔斯汀对峙，兩人口不擇言，近乎決裂。这位长兄随后离家去了海伦娜市，在那里诚信经营事业顺利成了名人。没有能保护好萨缪尔的内疚和痛苦，以及阿尔弗雷德負氣离去，令崔斯汀与苏珊娜的关系無法持續；这些心魔终于迫使他离家出走，在外游荡数年。苏珊娜在牧场苦苦等候，但最终等到的信却是：“我们过去的一切都已逝去，就跟我一樣也死了。另嫁他人吧。（All we had is dead. As I am dead. Marry another.）”阿尔弗雷德发现苏珊娜在门廊哭泣，想要安慰她，被父親拉德洛上校发现兩人舉止親暱。阿弗雷德肆無忌憚地吐露自己對蘇珊娜的愛意，因而父子反目。阿弗雷德怒將崔斯汀的信交給父親。拉德洛上校閱信后中风，半身不遂，多年不能说话，牧场状况恶化。随着时间的推移，苏珊娜同意嫁给已成国会议员的阿尔弗雷德。阿尔弗雷德在商界和政界的活动，使他与身為走私犯和土匪的奥班宁兄弟发生纠葛。
在美国的“禁酒时期（1920-1933）”，崔斯汀返回牧场，给牧场和他父亲又带来了生机。他接受了苏珊娜和哥哥的婚姻，不久与一直暗戀他的小伊莎贝尔坠入爱河并結婚，生了两个孩子，長男取名萨缪尔，以纪念已故的兄弟。对崔斯汀来说，生活似乎又回到了常规，在自己的新家庭里找到了真正的幸福。崔斯汀参与私酒贩卖以振興家業，与奥班宁兄弟冲突日深。替奥班宁兄弟工作的一名警察在其全家面前扫射示威，伊莎贝尔誤中流弹而死，崔斯汀把这名警察打个半死，被判服刑三十天。苏珊娜到监狱去看他，吐露愛意，及自己在愛情中的自私。但崔斯汀坚持让她“回家”，回到阿尔弗雷德那里去。出狱后，崔斯汀手刃应为小伊莎贝尔之死负责的人，包括奥班宁兄弟之一。
苏珊娜意识到自己得不到想要的愛情，沮喪自杀。剩下的奥班宁哥哥和腐败的警长一伙到崔斯汀家的牧场去抓人。崔斯汀手無寸鐵，自願受死；但被奥班宁當笑話的拉德洛上校出手替兒子掃平敵人。眼看寡不敵眾，屋后的阿尔弗雷德开了关键一枪护下父亲和弟弟。上校终于和他一直不予原谅的阿尔弗雷德和解。崔斯汀要求阿尔弗雷德替他照顾孩子，从此离家，再也没有回来。随着时间的推移，所有爱过崔斯汀的人都已死去。直到1963年，崔斯汀在北方森林里调查动物尸体时，遭遇灰熊襲擊，格鬥而死。故事结束于从小教導他印第安传统的“一刀”老人的叙述：“他善终于此”。

## 角色
- 布萊德·彼特飾演 崔斯汀·拉德洛，拉德洛家族次子
  - Keegan MacIntosh飾演 兒童崔斯汀
  - 艾瑞克·約翰遜飾演 少年崔斯汀
- 安東尼·霍普金斯飾演 威廉·拉德洛上校，拉德洛家族之長
- 艾丹·奎因飾演 阿爾弗雷德·拉德洛，拉德洛家族長子
- 亨利·湯瑪斯飾演 山謬爾·拉德洛，拉德洛家族么子
- 朱莉娅·奥蒙德飾演 蘇珊娜·芬坎農-拉德洛
- 卡莉娜·倫芭飾演 伊莎貝爾「小伊莎貝爾」·德克爾/伊莎貝爾·德克爾·拉德洛
  - Sekwan Auger飾演 兒童小伊莎貝爾
- Gordon Tootoosis飾演 一刀，威廉上校的好友及崔斯汀的恩師
- Christina Pickles飾演 伊莎貝爾·拉德洛，威廉上校的妻子、拉德洛三兄弟之母
- Paul Desmond飾演 湯姆·庫倫/羅斯科·德克爾
- Tantoo Cardinal飾演 佩特·德克爾
- Robert Wisden飾演 約翰·奧班寧
- John Novak飾演 詹姆斯·奧班寧
- Kenneth Welsh飾演 泰納特警長
- Bart the Bear（英语：Bart the Bear）飾演 熊

## 製作
電影的主體拍攝於1993年6月14日開始，拍攝地包含溫哥華、牙买加、卡尔加里和艾伯塔省。

## 外部連結
- 互联网电影数据库（IMDb）上《燃情岁月》的资料（英文）
- 豆瓣电影上《燃情岁月》的資料 （简体中文）